# Carolyn Keene
Carolyn Keene är en pseudonym och det fiktiva författarnamnet på böckerna om Kitty Drew (orig. Nancy Drew) och Mary och Lou (orig. The Dana Girls). 
Böckerna om Kitty Drew, liksom böckerna om Mary och Lou, är ungdomsdeckare. Den första Kittyboken kom ut i USA 1930. Bakom pseudonymen Carolyn Keene står Stratemeyersyndikatet. Böckerna skrevs närmast fabriksmässigt av en rad olika personer eller personkonstellationer som alla gick in under samma pseudonym. Över 500 olika titlar publicerades sedan 1930, Kungliga bibliotekets databas Libris registrerar över 900 utgåvor.
Den författare som skrev de första tjugotalet titlarna i Kittyserien var Mildred Benson(en) (1905–2002).